# Alberobello
Alberobello (italijansko: [ˌalberoˈbɛllo]; dobesedno "lepo drevo"; barijsko narečje: Ajarubbédde) je majhno mesto in občina metropolitanskega mesta Bari, dežele Apulije v južni Italiji. Mesto slovi po edinstvenih trullo stavbah. Trulli v Alberobellu so od leta 1996 uvrščeni na Unescov seznam svetovne dediščine.

## Geografija
Mesto ima 10.621 prebivalcev (na dan 31. 12. 2019). Leži približno 50 km jugovzhodno od Barija in 35 km severno od Taranta. Sosednje občine so: Noci, Castellana Grotte, Fasano (BR), Locorotondo, Martina Franca (TA), Monopoli in Mottola (TA).

## Zgodovina
Prva zasedba območja se je začela šele v začetku 16. stoletja na pobudo grofa conversana Andrea Mattea III. Acquaviva Aragonskega. Približno štiridesetim kmečkim družinam iz Nocev je dovolil, da se tu naselijo in obdelujejo zemljo, z obveznostjo, da mu dajo desetino pridelka.
Leta 1635 je njegov naslednik grof Giangirolamo II. (1600–1665) postavil gostišče s taverno in oratorij ter začel urbanizacijo gozda z gradnjo nekaj hišic. K širjenju urbanega območja je pripomogla obilica apnenca, kras in apnenčast sediment ter grofovsko dovoljenje za gradnjo hiš samo s suhimi zidovi brez uporabe malte, ki bi postale svojevrstni trulli. Ta obveznost gradnje hiš s suhimi kamni je bila grofova korist, da bi se izognil plačilu davkov španskemu podkralju Neapeljskega kraljestva. Središče Alberobella je bilo zgrajeno na ulicah starodavne reke Cana, kjer je danes largo Giuseppe Martelotta.
Alberobello je ostal fevd aragonskega Acquavive do 27. maja 1797, ko je kralj Ferdinand IV. Bourbonski povzdignil majhno vas v kraljevo mesto in ga osvobodil fevdalnega suženjstva grofov. 22. junija 1797 je bil izvoljen prvi župan Francesco Giuseppe Lippolis.
Alberobello je edino naseljeno središče s celotnim okrožjem trullov. Zato velja za kulturno prestolnico trullov Valle d'Itria.

### Taborišče za interniranje Alberobello, "Rdeča hiša"
Leta 1940, z izbruhom druge svetovne vojne, je Masseria Gigante (niz podeželskih stavb), ki jo je leta 1887 na območju Bosco Selva zgradil duhovnik in razbojnik Don Francesco Gigante (18. september 1812 - 9. januar 1888) z namenom ustanovitve polja za kmetijsko prakso, rekvirirala italijanska vlada, ki ga je uporabljala kot prehodno in internacijsko taborišče. Do začetka septembra 1943 je bilo fašistično internacijsko taborišče, torej več kot 3 leta, ta uporaba se je nadaljevala tudi po vojni do leta 1949. Od 1957 do 1972 je bila kmetija namenjena rehabilitacijski šoli za mladoletnike. V notranjosti je majhna cerkev, posvečena Fračišku Asiškemu in sv. Klari z mavčnimi slikami iz leta 1948.

## Trulli Alberobella
Zgodovina trullov je povezana s Prammatico de Baronibus, ediktom Neapeljskega kraljestva iz 15. stoletja, ki je vsako novo naselje podvrgla davku. Leta 1481 so grofje Conversano D'Acquaviva Aragonski, lastniki ozemlja Alberobella, prebivalcem naložili, da so svoja stanovanja gradili na suho, brez uporabe malte, da bi jih lahko konfigurirali kot negotove zgradbe in jih zlahka porušili.
Ker so morali uporabljati samo kamne, so kmetje našli najpreprostejšo konfiguracijo v okrogli obliki s samonosno kupolasto streho. Strehe so bile okrašene z okrasnimi vrhovi, ki predstavljajo podpis arhitekta (mostra trullaro).
- Vhod v hišo trullo
- Trullo Sovrano
- Trullo Sovrano - notranjost
- Ulica v Alberobello
- Pogled

## Znamenitosti

### Cerkev Antona Padovanskega
Cerkev je bila zgrajena med letoma 1926 in 1927 na pobudo škofa Domenica Lancelottija v okrožju (Rione) Monti. Od leta 1945 je cerkev postala druga župnijska cerkev v Alberobellu, od leta 1952 pa so jo upravljali Gvanelijci (»služabniki ljubezni«), kongregacija duhovnikov. Edinstvenost stavbe, ki ima tloris grškega križa, je v reprodukciji značilnosti trullov, ki jo obdajajo. Tipično stožčasto streho najdemo tudi v 21 metrov visoki kupoli in zvoniku, ki je visok preko 18 metrov.
Glavni oltar je kamniti monolit iz lokalnega apnenca. Leta 1959 so cerkev obogatili z velikim mandljevim Kristusom, ki stoji na steni pred poslikavo Drevo odrešenja. Obe deli je naredil Adolfo Rollo. Na freski so upodobljeni obrazi različnih svetnikov. od zgoraj levo gledata navzdol sveta Katarina in sveti Dominik; sledijo sveta Elena in sveti Luigi Guanella, apostola Peter in Pavel, sveti Benedikt in sveti Jurij, Marija Magdalena in sveta Lucija. Podnožje križa uokvirjata trpeča Madona in apostol Janez s kretnjami pobožnosti, na robu na njeni levi pa se zdi, da počivata sveti Anton in Frančišek Asiški. Klečeči Adam najde svojega dvojnika v Evi v istem položaju desno od križa. Na skrajni desni strani najdemo svetnika Kozmo in Damjana.
Mandljevo razpelo varujeta dva pava, ki simbolizirata večnost, hkrati pa tvorita deblo drevesa življenja s številnimi vejami in številnimi listi. Spodaj beremo himno Vexilla regis. Molitev se poje na veliki petek v čast Svetega križa, ki predstavlja odrešenje po Kristusu. Dva angela zapolnjujeta prostor na obeh straneh križa s poudarjenimi vodoravno iztegnjenimi telesi.
Tudi cerkev je od leta 1996 na Unescovem seznamu svetovne dediščine.

### Bazilika - svetišče - župnija svetih mučencev Kozme in Damjana
Matična cerkev Alberobella je s papeškim odlokom z dne 22. maja 1854 posvečena Brezmadežnemu spočetju ter svetnikoma Kozmi in Damjanu, zavetnikoma občine. Sedanja stavba v neoklasicističnem slogu v obliki latinskega križa sega v konec 19. stoletja. Nadomestila je majhno kapelo iz leta 1609 in naj bi bila posvečena Madonni delle Grazie s kostnico pod imenom "Salvo", podvojeno leta 1725, razširjeno leta 1784 z zakristijo in leta 1852 z oblikovanjem dveh transeptov, stari zvonik, zgrajen leta 1875. Projekt, ki si ga je leta 1881 močno želela občinska uprava, je izdelal alberobelski arhitekt Antonio Curri, odobril pa je župnik Domenico Morea. Prvi kamen je bil položen v nedeljo 12. novembra 1882, dela so trajala skoraj tri leta. Nova cerkev je bila za bogoslužje odprta 20. septembra 1885 ob prazniku Adolorate, katere epigraf je bil postavljen na vhodu, čeprav je bila njena gradnja večinoma nedokončana, saj je bila zgrajena le osrednja ladja in fasada. ... ima dva zvonika, na levi s sončno uro in na desnem z uro z rimskimi številkami. Stara zakristija je bila porušena in obnovljena in dokončana leta 1968, leta 1935 je bila odprta kapela Najsvetejšega, levi krak je bil dokončan leta 1948, desni pa leta 1956, medtem ko načrtovana osmerokotna kupola, katere osnova je bila zgrajena leta 1960, ni bila nikoli zgrajena. Cerkev hrani relikvije titularnih svetnikov, ki se obhajajo 27. in 28. septembra.

### Trullo Sovrano
Eden največjih trullov v Alberobellu, ki gleda na trg Sacramento, je visok štirinajst metrov. Lokalni učenjak Giuseppe Notarnicola ga je poimenoval Suvereign Trullo in je bil prvotno preprost podeželski trullo. Lastniki družine Perta so ga v drugi polovici 18. stoletja znatno povečali in dokončali z notarskim zapisom v soboto 15. aprila 1797, v katerem potrjuje, da je bil trullo zgrajen z malto in torej v nasprotju s politiko de Baronibusa. V njem je bil od leta 1826 do 1837 sedež bratovščine Najsvetejšega, ko je bila blizu vhoda upodobljena slika Kalvarije neznanega umetnika. Bil je tudi sedež prve lekarne v Alberobellu, ki jo je imel Stefano Chiarelli. Sedanji lastniki so ga pridobili leta 1861. Leta 1923 je postal nacionalni spomenik, leta 1928 pa je bil zgrajen tlak trga. Od leta 1994 se uporablja kot muzejska hiša.
Poleti Trullo Sovrano gosti gledališke predstave, koncerte in druge kulturne dogodke.

## Gospodarstvo
Obstajajo različni izdelki in dela domače obrti: od obdelave železa do izdelave košar iz oljčnega lesa; od obdelave kamna do proizvodnje tipičnega vina in olja. Rokodelski branik je tudi gastronomska umetnost, v kateri se izdelujejo značilne lokalne specialitete: mandljevi bonboni, pettole, cartellate in amaretti. Poleg tega so domačini znani po svojih sposobnostih v tekstilni umetnosti, še vedno je mogoče kupiti lanena oblačila v trgovinah, ki so med trulli v četrti Monti.
Trulli predstavljajo glavno turistično atrakcijo, ki vsako leto privabi številne obiskovalce z vsega sveta.

## Mednarodne povezave
Alberobello je pobraten z:
- Shirakawa-go, Japonska
- Gokayama, Japonska
- Monte Sant'Angelo, Italija, od 2013
- Andria, Italija
- Harran, Turčija, od 2013